# 树冠羞避

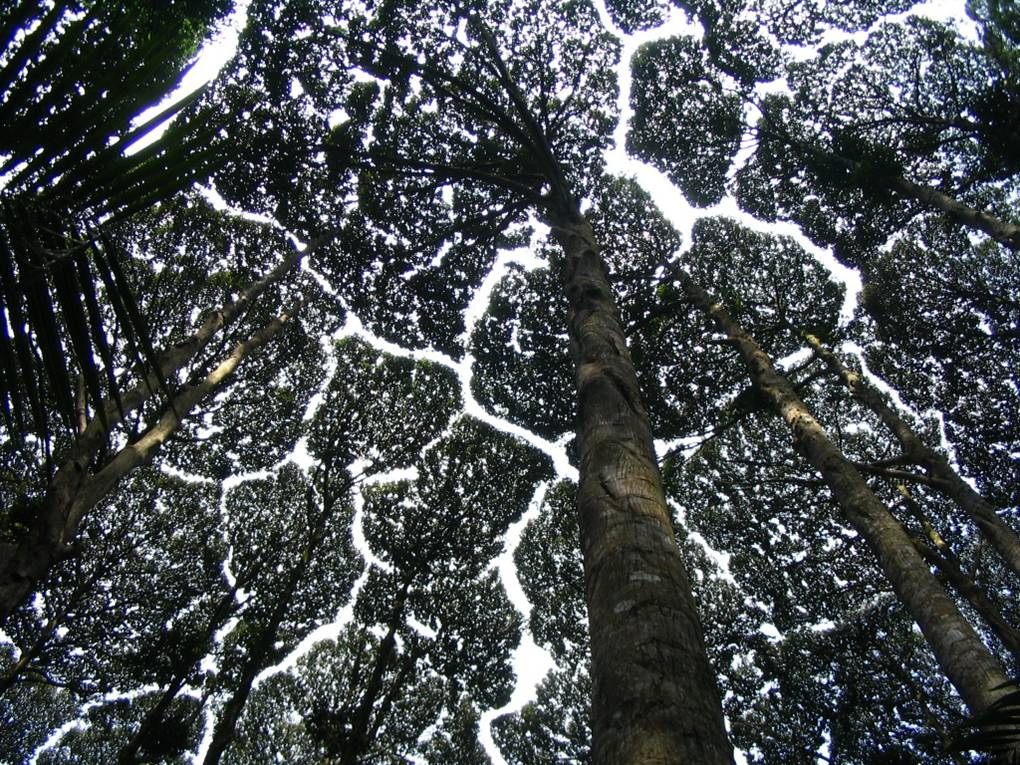
马来樟脑在马来西亚森林研究院展現的树冠羞避

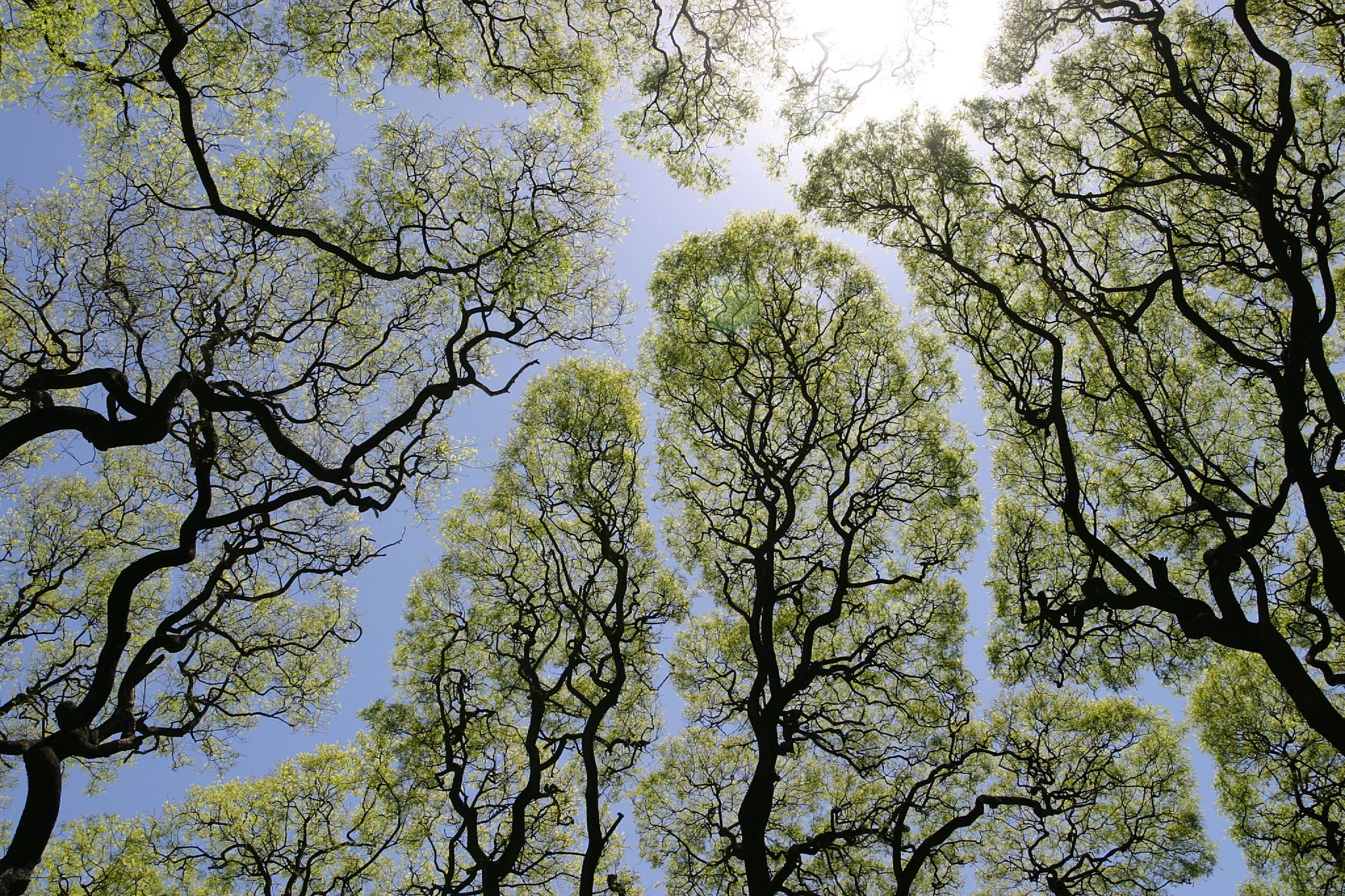
阿根廷的圣马丁广场的树

树冠羞避（英語：Crown shyness），也称为冠层脱落、冠层羞避和间距间隔，是在一些树种上观察到的现象，它们的树冠互不遮挡，形成一个沟状开口。这种现象在同一种树间最为普遍，但是也在不同种树间发生。关于为什么树冠羞避是一种适应性行为，存在许多假说。并且有研究表明，这可能会抑制潜叶虫幼虫传播。

## 可能的生理解释
树冠羞避的确切生理基础尚不明确。自20世纪20年代以来，科学文献中就已经讨论过这种现象。各种假说和实验结果表明，在不同物种之间存在着不同机制，这是趋同演化的一个例子。
一些假说认为，树冠枝条交错导致了“相邻的树木互相修剪”。树木在风中时碰撞产生物理伤害。 由于擦伤和碰撞，诱发了树冠羞避反应。 研究表明，侧枝增长很大程度上是不受相邻树木干扰的，直到出现机械磨损。 如果这些树冠被人为地阻止在风中碰撞，它们就会逐渐填满树冠间隙，这解释了同一种树木之间出现的树冠羞避。 这一观点的支持者认为，羞避在有利于修剪枝叶的环境中尤其常见，包括多风的森林、柔韧的树木和早期的演替森林，在这些森林里，树枝是灵活的，只能有限得横向生长。这种解释中，横向分支的可变的灵活性对树冠羞避的程度有很大的影响。
同样的，一些研究表明，生长结节的持续磨蚀破坏了芽组织，使其无法继续生长。 澳大利亚的护林人M.R.雅各布，他在1955年研究了桉树的树冠羞避模式，认为树木生长的尖端对擦伤很敏感，导致了树冠羞避。米格尔·佛朗哥（1986）观察到北美云杉和日本落叶松的树枝由于磨损而遭受物理损伤，杀死了主要的嫩枝。
一个著名的假說是，树冠羞避与相邻植物的相互光感有关。光受体介导的遮荫回避反应是在多种植物物种中证据充分的的行为。相邻检测被认为是几个独特的感光器的功能。植物通过感知反向散射的红外线(FR)光感知邻近的树木，这一任务很大程度上被认为是由光敏素光感受器的活动所完成的。许多种植物通过引导生长远离FR刺激和增加延伸率，来响应FR光的增加（而且，通过扩展，侵蚀相邻的树木）。同样，蓝色(B)光被植物用来诱导遮光反应，很可能在对邻近植物的识别中起作用，尽管这种模式刚刚开始被表示。
对这些行为的描述可能表明，树冠羞避仅仅是基于理解的遮荫逃避反应的相互阴影的结果。马来西亚学者Francis s.p Ng曾在1977年研究过婆罗洲樟脑，他认为这些生长的小窍门对光线很敏感，由于诱导的树荫，它们接近邻近的树叶时停止生长。
最近的一项研究表明，拟南芥在亲缘关系和不相关的细节中表现出不同的叶位策略，可以遮挡不同的邻木，避免近亲。这一反应被证明取决于多重光感觉模式的正常功能。研究已经提出了类似的光受体介导抑制生长的系统，作为对樹冠羞避的解释，尽管光感受器和树冠不对称之间的因果关系还没有被实验证明。这可能解释仅在conspec之间显示的中间间隔的实例。

## 物种
出现树冠羞避的树包括：
- 冰片香屬（Dryobalanops）的物種，包括披針冰片香（Dryobalanops lanceolata）[20]和芳味冰片香（Dryobalanops aromatica）。
- 有些种类的桉树[21]
- 扭葉松（Pinus contorta）
- 發芽海欖雌（Avicennia germinans）
- 皮氏雙參木（Didymopanax pittieri）
- 翼狀書帶木（Clusia alata）
- K.Paijmans在一个由刺朴（Celtis spinosa）及貝氏舟翅桐（Pterocymbium beccarii）組成的多物种树群中观察到树冠羞避的現象。